# Jerry Quarry
Jerry „The Bellflower Bomber“ Quarry (* 15. Mai 1945 in Bakersfield, Kalifornien; † 3. Januar 1999 in Templeton, Kalifornien) war ein US-amerikanischer Boxer irischer Herkunft. Vereinzelt auch als „weiße Hoffnung“ bezeichnet, verwehrte er sich gegen diesen Rufnamen, da dieser seiner Meinung nach rassistisch behaftet sei („I'm fighting for the human race“).
Er bestritt 66 Profikämpfe, von denen er 53 gewann, 32 davon vorzeitig, 4 unentschieden endeten und 9 verlor. Bekannt sind vor allem seine Kämpfe gegen Muhammad Ali und Joe Frazier, die allerdings in Niederlagen endeten. Seine größten Siege feierte er in Nicht-Titelkämpfen.
Jerry Quarry hatte einen der härtesten Punches der damaligen Boxszene. Mit einem zeitweiligen Kampfgewicht von rund 90 kg wäre er nach heutigen Maßstäben ein Cruisergewichtler.

## Karriere
Er begann seine Karriere 1965. Nach 20 Kämpfen ohne Niederlage (17-0-3) wurde er 1966 vom Veteranen Eddie Machen ausgekontert und verlor den Kampf einstimmig nach Punkten. Bis zu dieser Niederlage hatte Rocky Marciano vorgehabt, Quarrys Vertrag für 100.000 $ zu übernehmen, ließ es dann aber sein. 1967 ging Quarry sogar im Kampf gegen den schwachen Clubfighter Memphis Al Jones zu Boden, konnte aber am Ende gewinnen. Im gleichen Jahr boxte er gegen den Ex-Champ Floyd Patterson unentschieden und gewann das Rematch. Auch Thad Spencer konnte er k. o. schlagen. Überraschend verlor er gegen den Ex-Mittelgewichtler Jimmy Ellis im Kampf um die vakante WBA-Weltmeisterschaft. Er besiegte den US-Amateurmeister Buster Mathis Sr.
Einen weiteren Titelkampf bestritt er 1969 gegen Joe Frazier um den NYSAC-Welttitel. Quarry verlor in der 7. Runde durch Technischen K. o. trotz einer herausragenden Vorstellung, insbesondere in der ersten Runde. Auch George Chuvalo schlug ihn k. o. Allerdings war der Abbruch umstritten, da Quarry sich nur anzählen lassen wollte und zu spät aufstand.
Fortan schien es bergab zu gehen, aber gerade wenn man nicht mehr mit ihm rechnete, drehte Quarry immer wieder mal auf. Er verlor zweimal gegen Muhammad Ali, 1970 und 1972, 1974 im Rematch gegen Frazier und gegen Ken Norton. Andererseits konnte er die Puncher Mac Foster (24-0, alle durch K. o.) und Earnie Shavers k. o. schlagen und den damals ungeschlagenen und gefürchteten Puncher Ron Lyle nach Punkten besiegen.
Nebenbei fing Quarry ab 1968 (mit einer Gastrolle in Bezaubernde Jeannie, St.4 Ep.7) an, TV-Rollen anzunehmen. Ohne je Weltmeister geworden zu sein, verdiente er als Boxer insgesamt etwa 5 Millionen Dollar. 

## Krankheit und Tod
1983 bereitete sich Quarry im Alter von 37 Jahren auf ein Comeback vor. Im selben Jahr wurde bei ihm bereits chronisch-traumatische Enzephalopathie diagnostiziert, eine Art der Demenz, die durch Schläge auf den Kopf während seiner Boxkämpfe ausgelöst wurde. Nach und nach führt diese Krankheit zu Alzheimer-ähnlichen Symptomen.
Trotz dieser niederschmetternden Diagnose startete Quarry im Jahr 1992 ein weiteres sogenanntes Comeback für eine Gage von gerade mal 1.050 US-Dollar. Es wurde eine bittere Niederlage in der 6. Runde für ihn. Quarry wurde zeit seines Lebens von dem Spruch seines Vaters getrieben: „Es gibt kein Aufhören für einen Quarry.“ (There's no quit in a Quarry.). Diesem Lebensmotto folgend zollte sein Körper nun immer mehr Tribut: Die Krankheit begann, sich unaufhaltsam weiterzuentwickeln. Innerhalb der nächsten Jahre konnte er sich nicht mehr alleine anziehen und essen und musste von Verwandten gepflegt werden. Zum Ende hin musste er an Maschinen für lebenserhaltende Maßnahmen angeschlossen werden.
Jerry Quarry starb im Januar 1999. Nach seinem Tod wurde eine Stiftung gegründet, die es sich zum Ziel gesetzt hat, die chronisch-traumatische Enzephalopathie näher zu erforschen, um bessere Behandlungsmethoden zu ermöglichen. Sieben Jahre später starb sein Bruder Mike Quarry an der gleichen Erkrankung. Noch vor seinem Tod wurde er 1995 in die World Boxing Hall of Fame aufgenommen. Es gibt ein Lied von Rev Hammer über das Leben und die Karriere von Jerry Quarry. Es trägt den Titel der Demenzerkrankung Dementia Pugilistica.